# Aast
Aast é uma comuna francesa na região administrativa da Nova Aquitânia, no departamento dos Pirenéus Atlânticos. Estende-se por uma área de 4,79 km². Em 2010 a comuna tinha 192 habitantes (densidade: 40,1 hab./km²).